# Rue Mesnil (Paris)
Koordinaten: 48° 52′ N, 2° 17′ O
Die Rue Mesnil ist eine 255 Meter lange und 10 Meter breite Straße im Quartier Porte Dauphine des 16. Arrondissements von Paris.

## Lage
Die Straße beginnt an der Place Victor Hugo und endet an der Rue Saint-Didier.
Die Straße ist mit der Metro über die Station Victor Hugo   zu erreichen.

## Namensursprung
Der Name «Mesnil» leitet sich vom lateinischen Mansio (Wohnstätte, Ort, Weiler) ab; demnach war diese wohl die Gemeindestraße.

## Geschichte
Die Straße wurde 1856 in der Gemeinde Passy angelegt und 1863 in das Pariser Straßennetz übernommen.

## Sehenswürdigkeiten
- Nr. 5: Das Haus des heutigen Cafés Le Petit Retro wurde 1920 erstellt und ist 1984 zum Monument historique erklärt worden.[1]
- Nr. 8: Das 1936 vom Architekten Robert Mallet-Stevens (1886–1945) errichtete Haus dient als Feuerwache und ist 1986 zum Monument historique erklärt worden.[2]

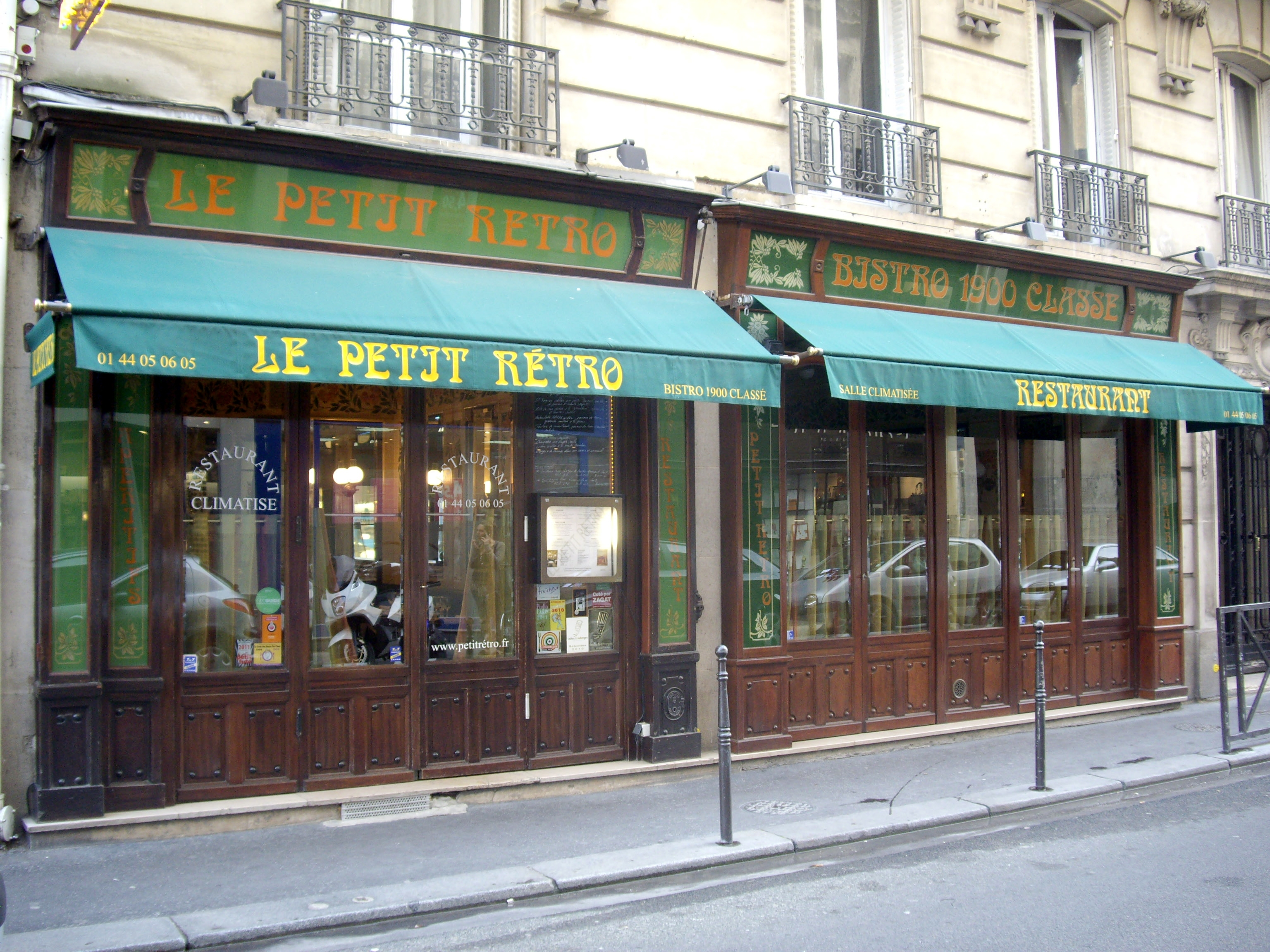
Bistro Le Petit Retro
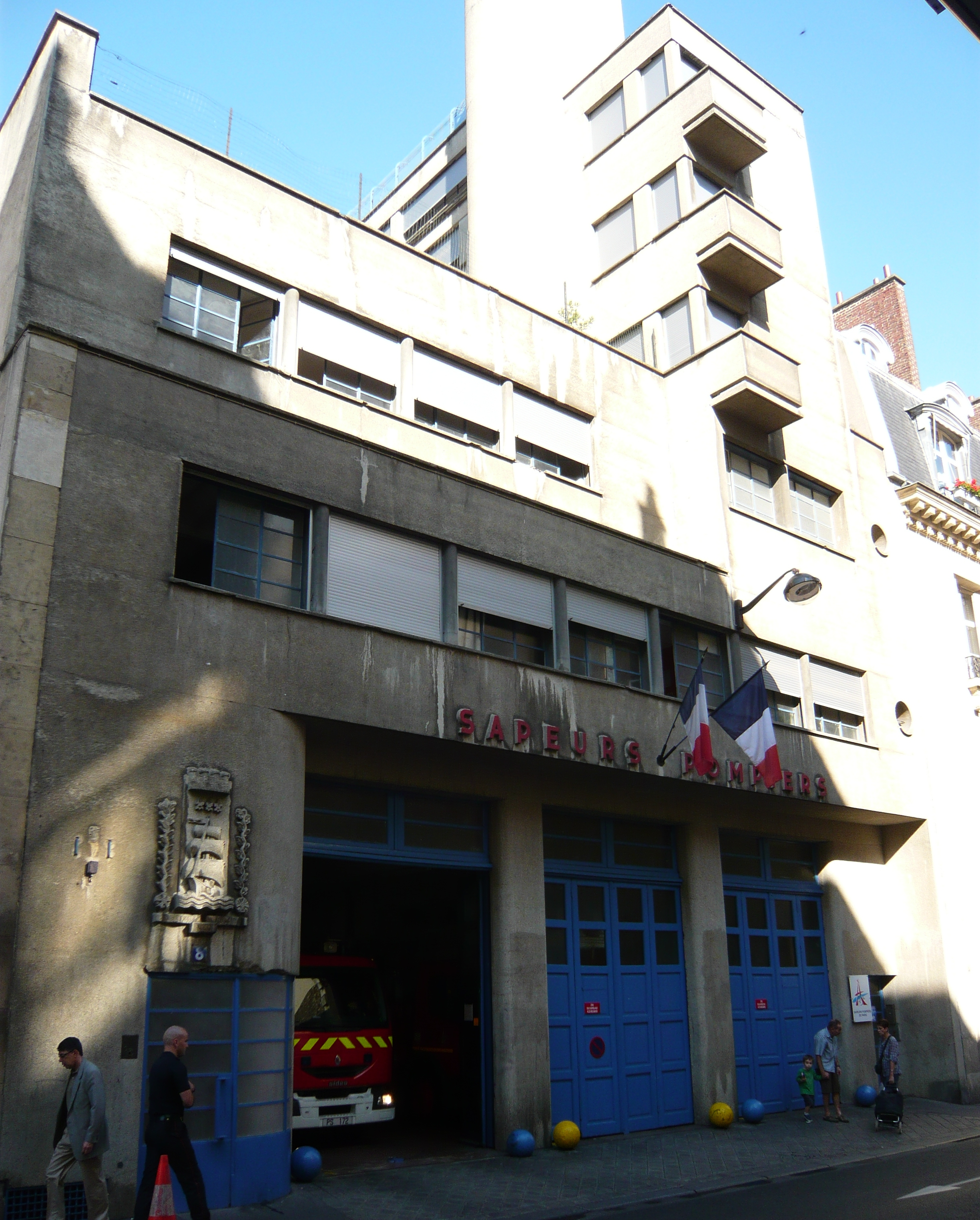
Feuerwache
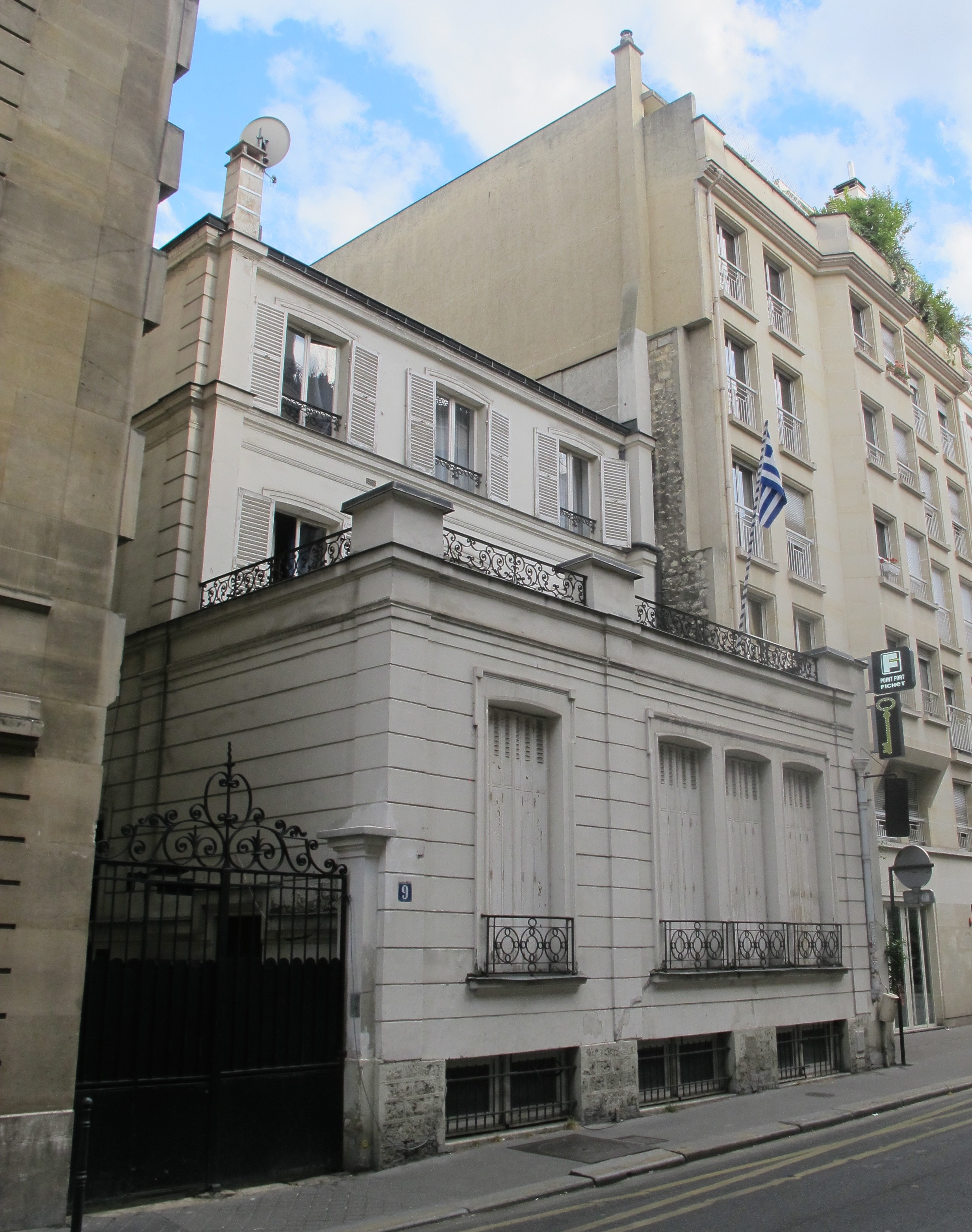
Nr. 9: Griechische Botschaft
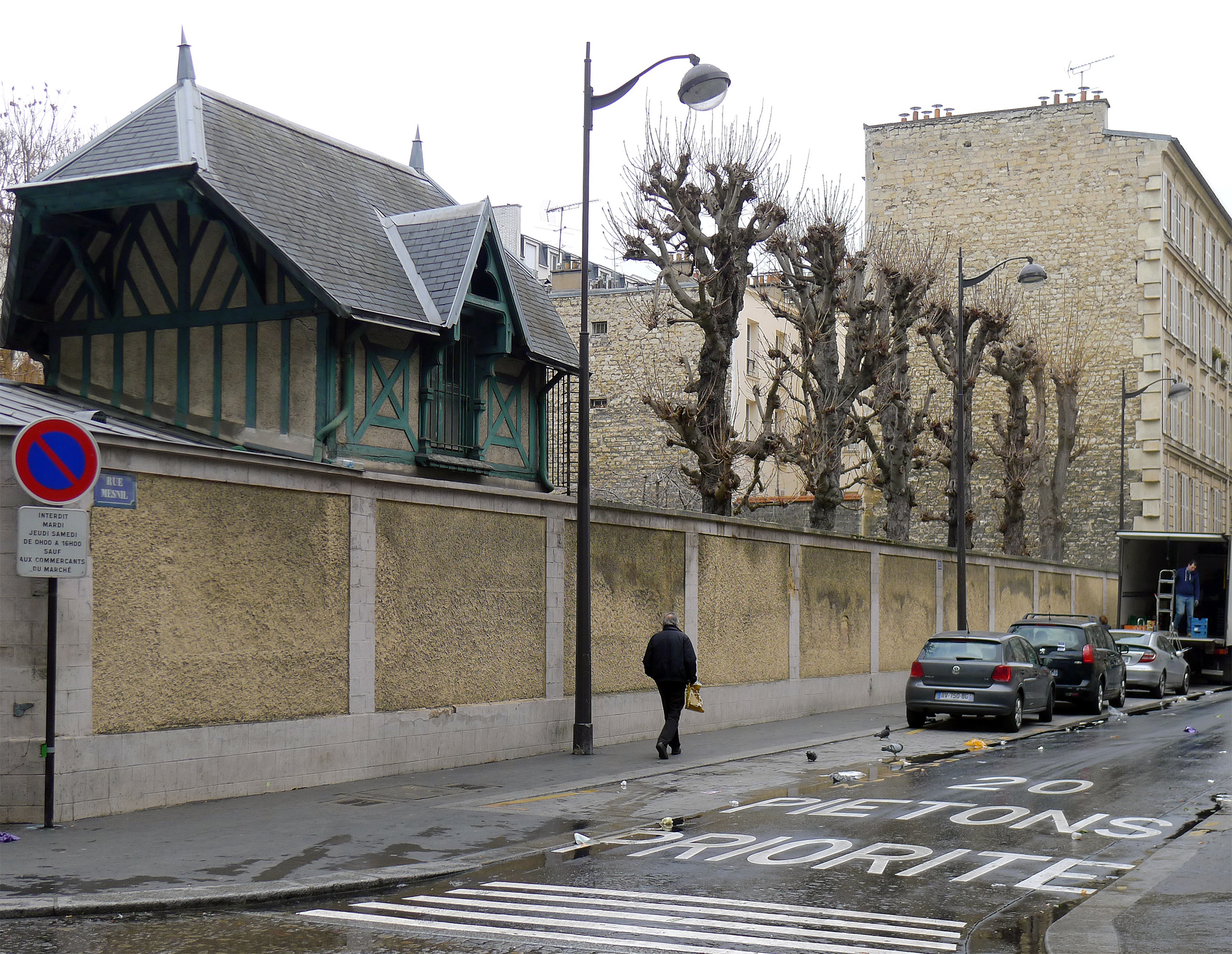
Chalet suisse
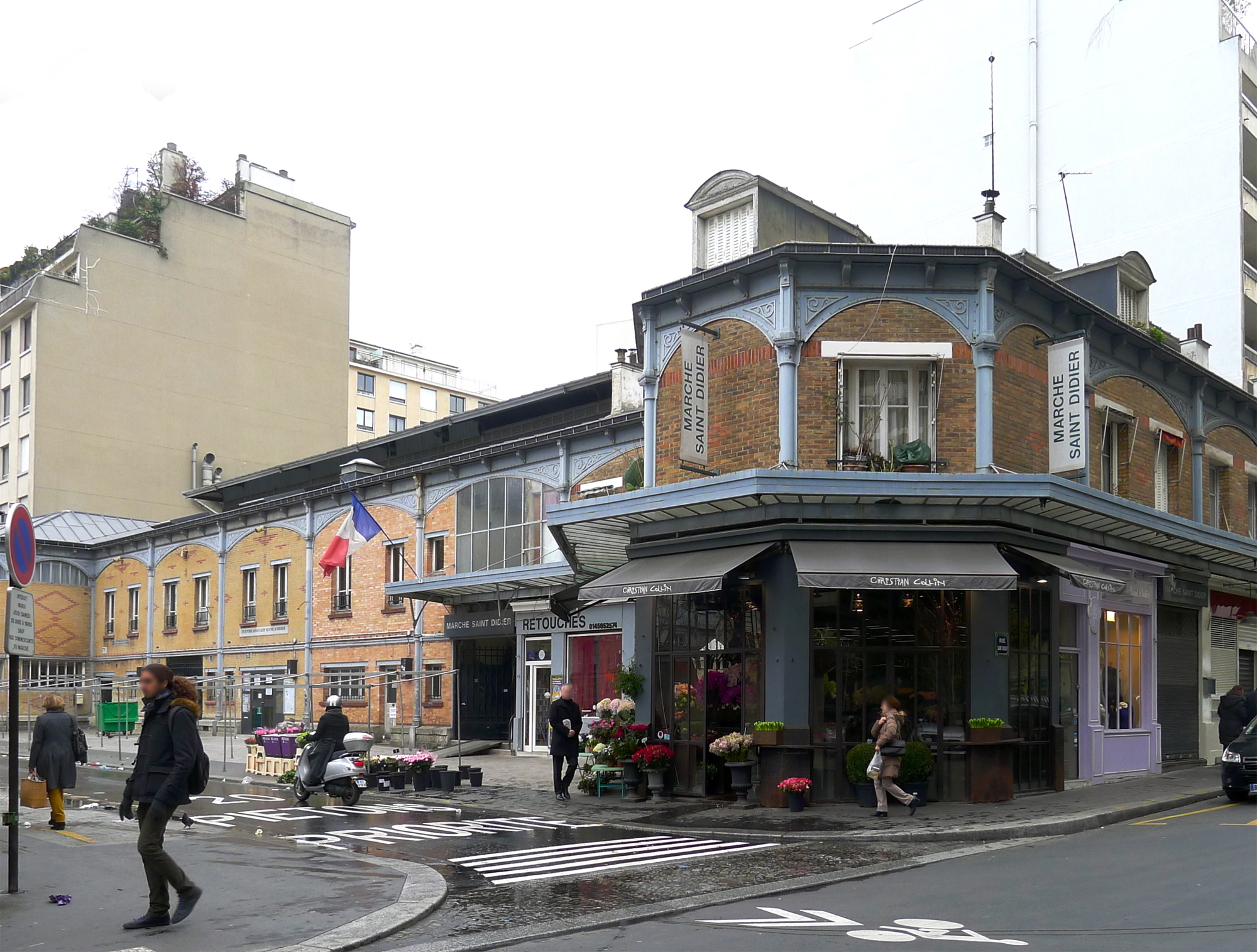
Marché Saint-Didier